# Pallas (tytan)
Pallas (gr. Πάλλας Pállas, łac. Pallas ‘wymachujący włócznią’) – w mitologii greckiej jeden z tytanów.
Uchodził za syna Kriosa i Eurybii. Był mężem bogini rzeki Styks, ojcem Nike, Zelosa, Kratosa i Bii.
Swój przydomek „Pallas” Atena zawdzięcza prawdopodobnie właśnie imieniu tego tytana, którego pokonała w bitwie.